# Walter Bache
Walter Bache (19. června 1842 Birmingham – 26. března 1888 Londýn) byl anglický klavírista a dirigent. Jeho starší bratr Francis Edward byl varhaník a skladatel, zatímco mladší sestra Constance byla rovněž skladatelkou. V letech 1863 až 1865 studoval soukromě v Itálii u Ference Liszta. Následně docházel na jeho kurzy v německém Výmaru až do roku 1885. V roce 1881 se stal klavírním profesorem na Royal Academy of Music. V roce 1886 bylo na této akademii založeno Lisztovo stipendium, které se po Bacheově smrti přejmenovalo na Lisztovo-Bacheovo stipendium. Bache zemřel po krátké nemoci ve věku 45 let.